# Бактеријска инфекција крви
Бактеријска инфекција крви или бактеријемија је присуство живих бактерија у циркулишућој крви. Већина епизода окултне бактеријске инфекције спонтано се повлачи, посебно оне изазване Staphylococcus pneumoniae и Salmonella, а озбиљне последице су све ређе. Међутим, могу се јавити и озбиљне последице бактеријске инфекције крви, укључујући упалу плућа, септички артритис, апсцес мозга, остеомијелитис, целулитис, менингитис и сепсу, која на крају може довести до смрти.

## Врсте бактеријских инфекција крви
У зависности од тога колико дуго су бактерије присутне у крви, постоји неколико врста бактеријске инфекције.

### Транзиторна бактеријска инфекција крви
Транзиторна бактеремија је присуство бактерија у трајању од неколико минута. Она је обично узрокована јатрогено, неким дијагностичким и терапијским инструменталним методама (катетеризација, вађење зуба, интравенска зависност од дрога).

### Интермитентна бактеријска инфекција крви
Интермитентну бактериемију карактеришу периоди са и без бактерија у крви, што значи да се обично јавља као облик рекурентне бактериемије. Обично је узрокован присуством бактеријских жаришта из којих бактерије повремено улазе у крвоток (нпр недренирани интраабдоминални апсцеси, упала плућа, остеомијелитис итд). Крв узета током грознице или непосредно након њеног престанка обично не региструје бактериемију јер је имуни систем у међувремену деловао на бактерије. У том смислу саветује се да се крв узме 30 минута пре очекиваног скока температуре. Ово правило често није применљиво због непредвидивих температурних скокова.

### Континуирана бактеријска инфекција крви
Континуирану бактеријемију карактерише непрекидно присуство бактерија у крви, којуе обично указује на тешку инфекцију, у којој имуни систем не може да регулише инфекцију. Слабост имуног система обично произилази из чињенице да пацијент има жариште које је директно повезано са протоком крви (нпр инфективни ендокардитис, гнојни тромбофлебитис) или имуносупресијом пацијента.

### Лажна (псеудо) бактеријска инфекција крви
Посебна категорија бактеремије је лажна (псеудо) бактеријемија  настаје као последица контаминације крви, а не сврстава се у праве бактеријемије. Псеудобактеријемија је велики проблем за микробиолошку лабораторију, клиничара и самог пацијента, јер може довести до погрешног приступа лечењу пацијента. Да би се спречила појава псеудобактеријемије и тешкоће у тумачењу налаза, неопходно је поштовати принципе узорковања хемокултуре.

## Етиологија
Бактерије могу ући у крвоток на више различитих начина. Међутим, за сваку главну класификацију бактерија (грам негативне, грам позитивне или анаеробне) постоје карактеристични извори или путеви уласка у крвоток који доводе до бактеријске инфекције крви. Узроци бактеријска инфекција крви се додатно могу поделити на здравствене или јатрогене (стечене током процеса пружања неге у здравственој установи) или опште стечене (стечене ван здравствене установе, често пре хоспитализације).

### Грам позитивна бактеријска инфекција крви
Грам позитивне бактерије су све важнији узрок бактеријске инфекције крви. Стафилококе, стрептококе и ентерококе су најважније и најчешће врсте грам-позитивних бактерија које могу ући у крвоток. Ове бактерије се обично налазе на кожи или у гастроинтестиналном тракту.
Staphylococcus aureus је најчешћи узрок бактеријске инфекције крви повезане са здравственом заштитом у Северној и Јужној Америци, а такође је и важан узрок бактеријске инфекције крви стечене у заједници. Улцерације, чиреви или ране на кожи, инфекције респираторног тракта и интравенска употреба дрога најважнији су узроци бактеријске инфекције крви стафилококом ауреус стечене у заједници. У здравственим установама, интравенски катетери, катетери уринарног тракта и хируршке процедуре су најчешћи узроци стафилококне бактеријске инфекције крви.
Постоји много различитих врста стрептокока које могу изазвати бактериемију. Стрептокок групе А  обично изазива бактеријемију услед инфекција коже и меких ткива. Стрептокок групе Б је важан узрок бактеријемије код новорођенчади, често одмах након рођења. Viridans streptococci су нормална бактеријска флора у устима која може изазвати привремену бактериемију након јела, прања зуба четкицом или чишћења концем. Тежа бактеријемија се може јавити након стоматолошких процедура или код пацијената који примају хемотерапију.  Коначно, Streptococcus bovis је чест узрок бактеријемије код пацијената са раком дебелог црева.
Ентерококи су важан узрок јатрогене бактеријемије или бактеријемије повезане са здравственом заштитом. Ове бактерије обично живе у гастроинтестиналном тракту и женском гениталном тракту. Интравенски катетери, инфекције уринарног тракта и хируршке ране су фактори ризика за развој бактеријемије код ентерококних врста.

### Грам негативна бактеријска инфекција
Грам негативне бактеријске врсте дговорне су за приближно 24% свих случајева бактеријемије повезане са здравственом заштитом и 45% свих случајева бактеремије стечене у заједници.
Генерално, грам негативне бактерије улазе у крвоток из инфекција респираторног тракта, генитоуринарног тракта, гастроинтестиналног тракта или хепатобилијарног система. Грам-негативна бактеремија се чешће јавља код старијих популација (65 година или више) и повезана је са већим морбидитетом и морталитетом у овој популацији.
E.coli је најчешћи узрок бактеријемије стечене у заједници и чини око 75% случајева бактеријемије стечене у заједници. Бактеремија изазвана E.coli је обично резултат инфекције уринарног тракта. 
Други организми који могу изазвати бактериемију стечену у заједници укључују  Pseudomonas aeruginosa, Klebsiella pneumoniae, and Proteus mirabilis.  Инфекција салмонелом, иако углавном доводи до гастроентеритиса у развијеном свету, чест је узрок бактеријемије у Африци. Углавном погађа децу која немају антитела на салмонелу и ХИВ+ пацијенте свих узраста.
Међу случајевима бактеријемије повезаним са здравственом заштитом, грам негативни организми су важан узрок бактеријемије у интензивној нези. Катетери у венама, артеријама или уринарном тракту могу створити начин да грам негативне бактерије уђу у крвоток.
Хируршке процедуре на генитоуринарном, интестиналном или хепатобилијарном тракту такође могу довести до грам негативне бактеремије. Pseudomonas и Enterobacter species су најважнији узрочници грам негативне бактеријемије у јединицама интензивне неге.

## Фактори ризика
Постоји неколико фактора ризика који повећавају вероватноћу развоја бактеријске инфекције крви од било које врсте бактерија, а то су:
- ХИВ инфекција
- Шећерна болест
- Дугогодишња хемодијализа
- Трансплантација солидног органа
- Трансплантација матичних ћелија
- Лечење глукокортикоидима
- Инсуфицијенција јетре
- Аспленија[17]

## Етиопатогенеза
Бактеријска инфекција може путовати кроз крвоток до удаљених места у телу и изазвати инфекцију (хематогено ширење). Хематогено ширење бактерија је део патофизиологије одређених инфекција нпр. срца (ендокардитис), структура око мозга (менингитис) и туберкулозе кичме и многих инфекција костију (остеомијелитиса).
Протетски срчани имплантати (на пример, вештачки срчани залисци) су посебно осетљиви на инфекцију код бактеријске инфекције крви.
Пре широке употребе вакцина, окултна бактеријске инфекције крви била је важан фактор код фебрилне деце која су иначе изгледала добро.

## Дијагноза
Дијагноза бактеријске инфекције крви поставља се када пацијент има или постоји сумња на инфективни ендокардитис, различита инфективна стања са температуром непознатог порекла, уграђени протетски материјал, присуство фокалне инфекције било које локације итд.
У зависности од тога да ли је бактеријемија настала ван или у болници (обично је разлог примена инвазивних инструменталних процедура или имуносупресија пацијента из различитих разлога), узроци бактеријемије су различити.
Ванболничку бактеријску инфекцију најчешће узрокују Escherichia coli и друге ентеробактерије, Streptococcus pneumoniae, Staphylococcus aureus, Streptococcus pyogenes. 
Болничкој бактеријемију најчешће узрокују Pseudomonas aeruginosa, анаеробне бактерије и коагулаза негативни стафилококи.
Бактеријемија се најчешће дијагностикује хемокултуром, у којој се узорак крви извађена из вене убодом иглом. Тако извађена крв се оставља у инкубатору са медијумом који подстиче раст бактерија. Ако су бактерије присутне у крвотоку у време узимања узорка, бактерије ће се током периода инкубације умножити и на тај начин могу бити откривене. 
Све бактерије које случајно нађу пут до медијума културе такође ће се размножавати. На пример, ако кожа није адекватно очишћена пре убода иглом, може доћи до контаминације узорка крви  бактеријама које нормално живе на површини коже. Из тог разлога, хемокултура се мора спроводити у стерилном процесу. Присуство одређених бактерија у хемокултури, као што су Staphylococcus aureus, Streptococcus pneumoniae, и Escherichia coli, скоро никада не представља контаминацију узорка. С друге стране, постоји већа сумња на контаминацију ако организми као што су Staphylococcus epidermidis или Cutibacterium acnes расту у хемокултури.
Две хемокултуре узете са различитих места на телу су често довољне за дијагнозу бактеријемије.  Две од две културе које узгајају исту врсту бактерија обично представљају праву бактериемију, посебно ако организам који расте није уобичајен загађивач.
Једна од две позитивне културе обично ће захтевати поновљане ста хемокултуре да би се потврдило да ли је присутан загађивач или права бактеријемија. Пацијентова кожа се обично чисти производом на бази алкохола пре узимања крви да би се спречила контаминација. Хемокултуре се могу понављати у интервалима да би се утврдило да ли је присутна перзистентна — а не пролазна — бактеријемија.
Пре узимања хемокултура, потребно је узети детаљну анамнезу од пацијента са посебним освртом на присуство грознице и дрхтавице, других жаришних знакова инфекције као што су кожа или мека ткива, стање имуносупресије или да је било недавних инвазивних процедура.
Ултразвук срца препоручује се свима који имају бактеријску инфекцију крви Staphylococcus aureus-а да би се искључио инфективни ендокардитис.

## Последице
Последице бактеријске инфекције крви зависе од врсте бактерије и стања пацијента. Имунолошки одговор на инфекцију може изазвати сепсу и довести до септичког шока . Такође се може се десити да крв пренесе бактерију у друга ткива, која постају заражена. Примери укључују ендокардитис, остеомијелитис и менингитис. Третман који је од суштинског значаја за смањење последица бактеријске инфекције крви  је  елиминација бактерија у крви и захтева употребу интравенских антибиотика.